# El juego de las llaves (película)
El juego de las llaves es una comedia romántica española dirigida por Vicente Villanueva. La película está basada en serie de televisión mexicana homónima que alcanzó fama mundial a través de Amazon Prime Video. Está protagonizada por Eva Ugarte, Miren Ibarguren, Fernando Guallar, Tamar Novas, María Castro, Dani Tatay, Ricard Farré y Justina Bustos, que interpretan a las cuatro parejas que se intercambian.

## Sinopsis
Laura lleva toda la vida con Antonio y, justo cuando se empieza a plantear si realmente esa es la vida que quiere, Sergio y Siena se cruzan en sus vidas. Sergio es un excompañero de instituto y Siena, su novia millenial que llega para revolucionar las vidas de todos. Laura, Raquel y Cris, íntimas amigas desde hace años, convencen a sus respectivos maridos para jugar a un juego que les propone Siena: el juego de las llaves. El juego consiste en que todos ponen sus llaves en un cuenco y, al azar, cada uno escoge unas llaves y este debe ir a pasar la noche con el dueño o la dueña de las llaves. Ese juego revolucionará al grupo de amigos y sus vidas, ya que les hará descubrir quiénes son y qué quieren realmente.

## Reparto
- Eva Ugarte como Laura Navarro
- Ricard Farré como Antonio Muñoz
- Miren Ibarguren como Raquel González de Ribagorda
- Tamar Novas como Kike Tarragona
- María Castro como Cristina "Cris"
- Dani Tatay como Daniel "Dani"
- Justina Bustos como Siena
- Fernando Guallar como Sergio
- Alina Nastase como Natasha[4][5]
- Cintia García como Gala
- Guillermo Calvo como Rubén
- Pepo Llopis como Pedro

## Rodaje
El 21 de junio de 2021 arrancó en Valencia el rodaje de la comedia coral de Vicente Villanueva.